# Centre Bell
A Centre Bell (korábbi néven Centre Molson) egy multifunkcionális sportcsarnok Montréal városában. Az 1996 óta működő létesítményt jelenleg az Montréal Canadiens, a város NHL csapata használja.